# Federazione pallavolistica della Russia
La Federazione russa di pallavolo (in russo Всероссийская федерация волейбола?, Vserossijskaja Federacija Volejbola da cui l'acronimo latinizzato VFV) è l'organo di governo della pallavolo in Russia; benché esistente dal 1991, essa è la prosecutrice della preesistente federazione sovietica di pallavolo (Федерация волейбола СССР, Federacija Volejbola SSSR) di cui ha ereditato il titolo sportivo.
Essa organizza i campionati maschile e femminile di pallavolo e organizza l'attività delle Nazionali maschile e femminile di Russia.
Fin dalla sua costituzione ha mantenuto l'affiliazione alla FIVB già garantita alla FVSSSR.